# Jim Stallings
Jim Stallings (* in New Mexico als James Michael Stallings) ist ein US-amerikanischer Rockmusiker, Sänger und Bassist, der 1969 und 1970 unter seinem Künstlernamen J. J. Light mit einer Solo-LP und der ausgekoppelten Hitsingle Heya in Erscheinung trat.

## Leben
Stallings stammt vom Indianervolk der Navajo ab und lebte seit Anfang der 1960er Jahre in Los Angeles. In den frühen 1960er Jahren hat er als Jimmy Stallings Singleschallplatten im Doo Wop Stil aufgenommen, zum Beispiel Dreamin' in School. Ab 1969 – vermutlich erstmals auf der Single Dynamite Woman oder wie bisweilen behauptet schon auf der LP Mendocino – und bis zur Auflösung 1972 war Stallings Bassist im Sir Douglas Quintet sowie während des kurzzeitigen Ausscheidens von Doug Sahm in der Formation The Quintet. Stallings war auch Bassist in einer Band namens Truth, die 1968 eine trippig-psychedelische Single herausbrachte – P.S. (Prognosis Stegnosis) / Momentarily Gone.
Irgendwann in den 1960er Jahren befreundete er sich mit Bob Markley, Initiator und Songschreiber der West Coast Pop Art Experimental Band, und mit ihm zusammen startete Stallings 1968 ein Soloprojekt, für das er sich den Künstlernamen J. J. Light zulegte. An den Aufnahmen für ein erstes von Markley produziertes Album waren Jim Gordon (Schlagzeug), Early Palmer (Schlagzeug), Joe Osbourne (Bass) und Larry Knechtel (Keyboard, Piano) sowie die Leadgitarristen Ron Morgan (ebenfalls von der West Coast Pop Art Experimental Band) und Gary Rowles beteiligt. Alle Titel stammen aus der Feder von Stallings mit Markley als Koautor.
Seine indianischen Wurzeln treten musikalisch nicht so stark in den Vordergrund wie beispielsweise bei der Rockband Redbone, auch wenn einige Titel (Heya, Na-Ru-Ka, Indian Disneyland) und Textpassagen darauf hindeuten. Vielmehr sind die Songs am besten mit Psychedelic Folkrock zu beschreiben. In den Liner-Notes auf der Rückseite des Albumcovers wird als Einfluss der frühe Bob Dylan genannt. Mitunter hat man auch den Eindruck, frühe Aufnahmen von Tjinder Singhs zweieinhalb Jahrzehnte späteren Band Cornershop zu hören (Na-Ru-Ka, Hello, Hello, Hello). Die sehr persönlichen Songs handeln von der schwierigen Jugend eines aus kleinen Verhältnissen stammenden Navajo und seinem frühen Umzug in die Großstadt Los Angeles.
Das Album mit dem Titel Heya! wurde in Stallings Heimatland nicht veröffentlicht, obwohl er beim amerikanischen Majorlabel Liberty einen Plattenvertrag hatte. In Deutschland und anderen europäischen Ländern, sowie Südamerika, Neuseeland und Japan verkaufte sich das Album und vor allem auch die Ende 1969 erschienene gleichnamige Single erstaunlicherweise gut. In Westeuropa war Heya, das in Deutschland in der Coverversion der deutschen Rockband Jeronimo bekannt wurde, sein einziger Hit. J.J. Light stieg mit seinem Original am 6. Dezember 1969 in die deutsche Singlehitparade ein und erreichte mit insgesamt 12 Wochen Verweildauer in den Charts im Februar 1970 seine Höchstnotierung auf Platz 12. Jeronimo schaffte Platz 13 bei ebenfalls 12 Wochen Chartrun. Daneben gab es auch eine von Giorgio Moroder produzierte Version mit Adriano Celentano und deutschem Text von Michael Holm. Die 1970 erschienenen Nachfolgesingles Na-Ru-Ka und Kent State – letztere nicht auf der Original-LP enthalten – konnten sich nicht in den Charts platzieren.
Erstmals auf CD und in den USA war das Album bei CD Baby im Jahre 2003 erhältlich, allerdings unter dem Namen Jimmy Stallings. Eine neuere CD-Veröffentlichung gab es im Dezember 2007 bei Sunbeam Records. Sie enthält zusätzlich 11 Bonustitel, bestehend aus digital überarbeiteten Aufnahmen (1969) zu einer nie fertiggestellten zweiten LP inklusive der schon erwähnten Single, die hier Kent State Massacre heißt, sowie die originale britische Singleversion von Heya mit Vocal-Overdubs im Refrain.
Auf dem 1995 erschienenen Album Dream Song der Little Wolf Band, einem Projekt des indianischen Musikproduzenten und Grammy-Preisträgers Jim Wilson, war Jim Stallings als Bassist beteiligt. Stallings lebt heute in Albuquerque, New Mexico, und ist auch weiterhin als Musiker aktiv.

## Diskografie

### LPs / CDs

#### Als J. J. Light
- Heya! – Liberty LBS 83341 I (LST-7634), 1969
- Heya! – Sunbeam 5042, 2007/2008

Das Self-Publishing-Label CD Baby veröffentlichte 2003 die Titel des Originalalbums Heya unter dem Namen Jimmy Stallings, sowie auch eine Reihe anderer, extrem seltener LPs von Stallings, zum Beispiel Midnight Love Affair.

#### Mit Sir Douglas Quintet / The Quintet
- Together after Five – Smash 1970
- Future Tense – United Artists 1970
- The Return of Doug Saldaña – Phillips 1971
- Rough Edges – Mercury 1973

### Singles
als J. J. Light
- Heya / On the Road Now – Liberty LB 15 228, 1969
- Na-Ru-Ka / Follow Me Girl – Liberty LB 15 315, 1970
- Kent State / Gallup, New Mexico – Liberty LB 15 393, 1970
- Baby Let’s Go to Mexico / It’s a Sunshine Day – PBR 502, 1976

Mit Truth
- P.S. (Prognosis Stegnosis) / Momentarily Gone – Warner Bros 7214, 1968